# Susak (Kirgisistan)
Susak (kirgisisch Сузак) ist ein Dorf und Verwaltungssitz des Rajon Susak im Oblus Dschalal-Abad nahe der Stadt Dschalal-Abad in Kirgisistan.
Erstmals erwähnt wurde der Ort im Jahr 1875 in einer Karte von Eugene Schuyler. Im Jahr 1998 gab es in Susak eine Überschwemmung. Durch diese wurden etwa 1000 Wohnungen zerstört.
Im Jahr 2009 hatte der Ort 24.049, 2022 bereits 31.006 Einwohner.

## Verkehr
Susak liegt an der Fernstraße ЕМ-04 von Bischkek nach Osch, zugleich Europastraße 010 (Tien-Shan-Highway) und Teil der früheren M41 nach sowjetischer Nomenklatur, die sich als Pamir Highway nach Tadschikistan fortsetzte (heute auf dem kirgisischen Abschnitt EM-05 und EM-07).

## Söhne und Töchter des Ortes
- Satybaldy Sarikow (* 1926), kirgisischer Politiker
- Kurmanbek Bakijew (* 1949), ehemaliger Präsident Kirgisistans